# نظرسنجی منتقدان ایندی‌وایر
نظرسنجی منتقدان ایندی‌وایر (انگلیسی: IndieWire Critics Poll) یک نظرسنجی سالانه توسط ایندی‌وایر است که بهترین فیلم‌های آمریکایی و بین‌المللی را در رتبه‌بندی ۱۰ فیلم در ۱۵ دسته مختلف شناسانده می‌شود. برندگان با رای منتقدان ایندی‌وایر و دیگر منتقدان دعوت شده از سراسر جهان انتخاب می‌شوند. این نظرسنجی در سال ۲۰۰۶ آغاز شد.